# Рокі-Гарбор
Рокі-Гарбор (англ. Rocky Harbour) — містечко в Канаді, у провінції Ньюфаундленд і Лабрадор.

## Населення
За даними перепису 2016 року, містечко нараховувало 947 осіб, показавши скорочення на 3,3%, порівняно з 2011-м роком. Середня густина населення становила 78,4 осіб/км².
З офіційних мов обидвома одночасно володіли 35 жителів, тільки англійською — 905, а 5 — жодною з них. Усього 5 осіб вважали рідною мовою не одну з офіційних.
Працездатне населення становило 61,4% усього населення, рівень безробіття — 34,3% (34,7% серед чоловіків та 34% серед жінок). 89,2% осіб були найманими працівниками, а 8,8% — самозайнятими.
Середній дохід на особу становив $35 642 (медіана $29 312), при цьому для чоловіків — $42 649, а для жінок $29 273 (медіани — $35 264 та $24 640 відповідно).
27,7% мешканців мали закінчену шкільну освіту, не мали закінченої шкільної освіти — 25,9%, 46,4% мали післяшкільну освіту, з яких 29,9% мали диплом бакалавра, або вищий.
| Статево-вікова структура населення | Статево-вікова структура населення | Статево-вікова структура населення | Статево-вікова структура населення | Статево-вікова структура населення |
| ---------------------------------- | ---------------------------------- | ---------------------------------- | ---------------------------------- | ---------------------------------- |
|                                    |                                    |                                    |                                    |                                    |
| Всього                             | Всього                             | 47,4%52,6%                         |                                    |                                    |
| 0 — 14 років                       | 0 — 14 років                       |                                    | 11,1%                              | 11,1%                              |
| 15 — 64 років                      | 15 — 64 років                      |                                    | 67,2%                              | 67,2%                              |
| 65 і більше                        | 65 і більше                        |                                    | 21,7%                              | 21,7%                              |
| 85 і більше                        | 85 і більше                        |                                    | 1,1%                               | 1,1%                               |
| Середній вік (років)               | Середній вік (років)               | 47,447,1                           | 47,2                               | 47,2                               |
| Медіана (років)                    | Медіана (років)                    | 51,450,7                           | 51,1                               | 51,1                               |
| — чоловіки — жінки                 |                                    |                                    |                                    |                                    |

| Походження мешканців:     | Походження мешканців:     | Походження мешканців: | Походження мешканців: | Походження мешканців: |
| ------------------------- | ------------------------- | --------------------- | --------------------- | --------------------- |
| Походження                |                           |                       | осіб                  | %                     |
| Корінні американці        | Корінні американці        |                       | 310                   | 32.98%                |
| Інше північноамериканське | Інше північноамериканське |                       | 505                   | 53.72%                |
| Європейське               | Європейське               |                       | 540                   | 57.45%                |
| британське                | британське                |                       | 520                   | 55.32%                |
| французьке                | французьке                |                       | 100                   | 10.64%                |

| Зайнятість населення за галузями (за класифікацією NOC): | Зайнятість населення за галузями (за класифікацією NOC): | Зайнятість населення за галузями (за класифікацією NOC): | Зайнятість населення за галузями (за класифікацією NOC): | Зайнятість населення за галузями (за класифікацією NOC): |
| -------------------------------------------------------- | -------------------------------------------------------- | -------------------------------------------------------- | -------------------------------------------------------- | -------------------------------------------------------- |
|                                                          |                                                          |                                                          |                                                          |                                                          |
| Управління                                               | Управління                                               |                                                          | 9%                                                       | 9%                                                       |
| Бізнес, фінанси та адміністрування                       | Бізнес, фінанси та адміністрування                       |                                                          | 13%                                                      | 13%                                                      |
| Природничі та прикладні науки                            | Природничі та прикладні науки                            |                                                          | 4%                                                       | 4%                                                       |
| Охорона здоров'я                                         | Охорона здоров'я                                         |                                                          | 6%                                                       | 6%                                                       |
| Освіта, правозахист, муніципальні та урядові служби      | Освіта, правозахист, муніципальні та урядові служби      |                                                          | 15%                                                      | 15%                                                      |
| Мистецтво, культура, відпочинок та спорт                 | Мистецтво, культура, відпочинок та спорт                 |                                                          | 2%                                                       | 2%                                                       |
| Роздрібна торгівля та послуги                            | Роздрібна торгівля та послуги                            |                                                          | 21%                                                      | 21%                                                      |
| Гуртова торгівля, транспорт та обладнання                | Гуртова торгівля, транспорт та обладнання                |                                                          | 18%                                                      | 18%                                                      |
| Природні ресурси, сільське господарство                  | Природні ресурси, сільське господарство                  |                                                          | 7%                                                       | 7%                                                       |
| Виробництво                                              | Виробництво                                              |                                                          | 4%                                                       | 4%                                                       |

## Клімат
Середня річна температура становить 3,3°C, середня максимальна – 19°C, а середня мінімальна – -12,2°C. Середня річна кількість опадів – 1 359 мм.
| Клімат поселення                              | Клімат поселення | Клімат поселення | Клімат поселення | Клімат поселення | Клімат поселення | Клімат поселення | Клімат поселення | Клімат поселення | Клімат поселення | Клімат поселення | Клімат поселення | Клімат поселення | Клімат поселення |
| Показник                                      | Січ.             | Лют.             | Бер.             | Квіт.            | Трав.            | Черв.            | Лип.             | Серп.            | Вер.             | Жовт.            | Лист.            | Груд.            |                  |
| Середній максимум, °C                         | −3,71            | −4,27            | −0,53            | 4,89             | 9,24             | 13,77            | 17,70            | 19,02            | 14,16            | 9,08             | 4,29             | −1,24            |                  |
| Середня температура, °C                       | −7,67            | −8,21            | −4,49            | 0,97             | 5,29             | 9,82             | 14,47            | 15,80            | 10,95            | 5,86             | 1,08             | −4,48            |                  |
| Середній мінімум, °C                          | −11,62           | −12,18           | −8,42            | −2,98            | 1,36             | 5,91             | 11,27            | 12,58            | 7,73             | 2,64             | −2,15            | −7,69            |                  |
| Норма опадів, мм                              | 162              | 113              | 86               | 70               | 78               | 116              | 90               | 121              | 112              | 132              | 128              | 151              |                  |
| Середньомісячна швидкість вітру, м/с          | 4.97             | 4.65             | 4.70             | 4.51             | 4.20             | 4.10             | 3.79             | 3.94             | 4.30             | 4.48             | 4.74             | 4.88             |                  |
| Середньомісячна сонячна радіація, кДж/м²·день | 3413             | 6456             | 10827            | 14722            | 17753            | 19258            | 18504            | 15724            | 11490            | 6808             | 3674             | 2553             |                  |
| --------------------------------------------- | ---------------- | ---------------- | ---------------- | ---------------- | ---------------- | ---------------- | ---------------- | ---------------- | ---------------- | ---------------- | ---------------- | ---------------- | ---------------- |
| Джерело:                                      |                  |                  |                  |                  |                  |                  |                  |                  |                  |                  |                  |                  |                  |